# Das Cusanus-Spiel
Das Cusanus-Spiel ist ein 2005 erschienener Science-Fiction-Roman von Wolfgang Jeschke, der sowohl mit dem Kurd-Laßwitz-Preis als auch dem Deutschen Science Fiction Preis ausgezeichnet wurde.

## Inhalt
Domenica Ligrina, eine junge Botanikerin, erhält kurz nach dem Abschluss ihres Studiums ein geheimnisvolles, wenn auch verlockendes Angebot. Ein vatikanisches Institut namens Rinascita della Creazione möchte ihr einen Auftrag erteilen, zu dem man ihr Genaueres erst mitteilen will, wenn sie zugesagt hat.
Sie hat angesichts des Zustandes, in dem die Welt und Europa sich befinden, wenig Zweifel, sich auf das Angebot einzulassen. Im Jahr 2052 hat die Globale Erwärmung zu globalen Flüchtlingsströmen geführt, die Malediven sind überflutet, die Sahara nimmt fast ganz Afrika ein. In Deutschland hat ein Atomunfall im Kernkraftwerk Cattenom weite Teile Mitteldeutschlands radioaktiv verseucht, die EU ist auseinandergebrochen, auch unter dem Ansturm von Klimaflüchtlingen. Die uns vertraute Ordnung ist untergegangen, Europa ist ein Flickenteppich nationalistischer Kleinstaaten geworden. Der Papst hat den Vatikan nach Salzburg verlegt, um vor Verseuchung und dem wiedererstarkenden Faschismus sicher zu sein.
Nach eingehenden Prüfungen erfährt Domenica, dass sie in der Zeit zurückreisen soll, um im Deutschland des 15. Jahrhunderts die Samen längst ausgestorbener Pflanzen einzusammeln. Diese sollen in der Gegenwart wieder heimisch gemacht werden und so die Auswirkungen der nuklearen Katastrophe abmildern. Die Zeitreise-Technologie selbst stammt aus der Zukunft und kann benutzt, aber nicht verstanden werden.
Domenica bekommt strenge Verhaltensregeln, denn sie darf um keinen Preis die Vergangenheit verändern, damit die Zukunft (also die Gegenwart von 2052) nicht durcheinandergerät. Im 15. Jahrhundert angekommen, wird sie als Hexe verhaftet und schreibt Briefe an Nikolaus Cusanus, um ihn um Hilfe zu bitten. Hier beginnt sich herauszustellen, dass die Zeitreise mehr ist als nur eine Reise von einem Jahr zu einem anderen: Domenica hat Visionen von ihrem eigenen Tod bei einer Hexenverbrennung. Offenbar gibt es nicht nur eine Zeitlinie, nicht nur eine Zukunft, nicht nur ein Universum, sondern derer mehrere. So hat die Geschichte von Cusanus und Domenica mehrere, völlig verschiedene Enden. Ein paralleles Universum, vielleicht entstanden infolge der Informationen, die Domenica Cusanus gegeben hat, leidet schon hundert Jahre früher unter Umweltverschmutzung und Klimawandel, weil in ihm die Kirche die Wissenschaft nie behindert, sondern gefördert hat. Und es gibt Wesen, die gleichsam von außen in die Zeit hineingreifen und ihre Abläufe korrigieren können. Denn nicht alle Universen können überleben.

## Kritik
- Franz Rottensteiner befand: „Das Cusanus-Spiel ist in jeder Hinsicht ein großer Wurf der Science Fiction…“[1]

## Ausgaben
- 2005: Das Cusanus-Spiel, Roman. ISBN 3-426-19700-6.
- 2008: Das Cusanus-Spiel, oder Ein abendländisches Kaleidoskop (Taschenbuchausgabe). ISBN 3-426-63958-0 und ISBN 978-3-426-63958-0
- 2008: A Cusanus-játszma (ungarische Ausgabe in zwei Bänden, übersetzt von Csaba Varga). ISBN 978-963-9828-14-8
- 2008 Le jeu de Cuse (französische Ausgabe), ISBN 978-2-84172-416-1
- 2013: Das Cusanus-Spiel – Midas – Der letzte Tag der Schöpfung. Drei Romane in einem Band. ISBN 978-3-453-31476-4
- 2013/2014: The Cusanus Game (englische Ausgabe), ISBN 978-0-7653-1908-1 sowie ISBN 978-0-7653-1909-8 und als E-Book: ISBN 978-1-4299-8871-1

## Preise
- 2006 – Deutscher Science Fiction Preis – Bester Roman
- 2006 – Kurd-Laßwitz-Preis – Bester Roman